# Yngve Zotterman
Yngve Zotterman (Vadstena, 20 de septiembre de 1898 –  Estocolmo, 13 de marzo de 1982 en) fue un neurofisiólogo sueco 

## Estudios
Recibió su formación médica en el Instituto Karolinska. Realizó estudios pioneros sobre la conducción nerviosa junto con Edgar Adrian. Luego trabajó en la función sensorial de la piel, especialmente relacionada con el dolor, el calor y la neuroquímica de las papilas gustativas. Zotterman se licenció en medicina en Estocolmo en 1925 y obtuvo su doctorado en medicina en 1933. Entre 1940 y 1946, trabajó como técnico de laboratorio en el Instituto Karolinska y en 1945 fue nombrado profesor. Ese mismo año, se convirtió en profesor de fisiología y farmacología en la Facultad de Veterinaria.
Zotterman dirigió estudios pioneros en fisiología ocupacional, centrándose en el consumo de energía y el metabolismo de los trabajadores forestales suecos, siendo esta la primera investigación realizada sobre trabajadores de alta exigencia física. Además, investigó las propiedades neuroquímicas del sentido del gusto. Fue elegido miembro de la Real Academia Sueca de Ciencias de la Ingeniería en 1949 y de la Real Academia de las Ciencias de Suecia en 1953.